# Pseudolycoriella unispina
Pseudolycoriella unispina är en tvåvingeart som först beskrevs av Werner Mohrig och Nina Krivosheina 1983.  Pseudolycoriella unispina ingår i släktet Pseudolycoriella och familjen sorgmyggor. Inga underarter finns listade i Catalogue of Life.